# Fjerdingkar (flademål)
 For alternative betydninger, se Fjerdingkar. (Se også artikler, som begynder med Fjerdingkar)
Fjerdingkar – eller rettere: en fjerding land, er et gammelt jordemål svarende til 1/4 skæppe land. 
En fjerding land kan omregnes til ca. 172,38 m². 

En fjerding land er lig med 432 kvadratalen (=12 x 36 alen).  
... fordi: 
En fjerding land består af 3 album.
- det er tre album (kvadrater) på hver  (12 x 12) Alen = 144 kvadratalen for hvert album. 
En fjerding land er altså et rektangel på 12 x 36 Alen = 432 kvadratalen.
Fire fjerding land giver en hel fjerding – som så er det samme som en hel skæppe. 
En skæppe land måler derfor 48 x 36 Alen = 1.728 kvadratalen – og kan dermed også bedst ses som et rektangel. 
Enheden blev officielt afskaffet i 1907.
| Enheder | Spire Denne artikel om standarder og måleenheder er en spire som bør udbygges. Du er velkommen til at hjælpe Wikipedia ved at udvide den. |